# ハベナリオール
ハベナリオール(Habenariol)は、半水性のランであるHabenaria repensで見られるフェノール性化合物である。アメリカザリガニに対する摂食抑制物質として作用する。